# Исторические мечети Азербайджана
Исторические мечети Азербайджана — мечети в Азербайджане, охраняемые государством как исторический памятник.
Централизованная деспотическая власть позволила правителям государств, находившихся на территории современного Азербайджана, строить выдающиеся в архитектурном плане, крупные мечети, являющиеся выдающимся вкладом в сокровищницу мирового зодчества. Мечетям отводились самые крупные земельные участки, и их минареты служили акцентирующими элементами городской панорамы. В настоящее время в Азербайджане из 2166 мечетей, расположенных на контролируемых республиканскими властями территориях, историческими признано 306. На сайте Государственного комитета по работе с религиозными организациями Азербайджана на 2017 год доступен список из 270 исторических мечетей. Список большинства мечетей с описаниями, основанными на Энциклопедии мечетей Азербайджана, доступен на картографическом сайте проекта GoMap.
После арабского завоевания в VII веке и распространения ислама на территории современного Азербайджана начала развиваться мусульманская культура — строились мечети, минареты, медресе, мавзолеи. Старейшими исламскими зданиями можно назвать мечети VIII века в Ахсу (перестроена из христианского храма) и Джума-мечеть в Шемахе (743 год). Сохранились также сведения о соборной мечети в Барде.
После монгольского нашествия начинается период развития городов, конкурировавших между собой в условиях феодальной раздробленности, примером которого может служить центр Нахичевани (одна из столиц государства Ильдегизидов) с соборной мечетью, возможно, построенной Аджеми ибн Абубекром. При этом такие города как Барда наоборот, утратили былое значение. В XV веке Ширваншахи переносят столицу в Баку, где сохранилась (в перестроенном виде) джума-мечеть. В крупных городах строятся также квартальные мечети. Иногда в отдельную группу выделяют дворцовые мечети в комплексах ханских дворцов.
В XVI веке территория современного Азербайджана оказывается на периферии Сефевидского государства. Строительство сосредотачивается в Шемахе, Баку и на Апшероне, образуя единую группу памятников, в которой выделяются девятичастные мечети с крупным кирпичным куполом, перекрывавшем центральное пространство (джума-мечеть в Гяндже, мечеть Гаджи Бахши в Нардаране и другие, часто с асимметрично расположенным угловым входом). Строительство в Нахичевани ведется архитекторами, связанными с Тебризом.
В XVII—XVIII веках в условиях продолжающейся феодальной раздробленности продолжают строиться дворцовые мечети (Шекинских ханов, Бакинских ханов), квартальные мечети (Дильбер-мечеть в Ордубаде), но также начинают строиться и сельские мечети.
| Название                        | Период строительства        | Местоположение                               | Краткое описание | Изображение                  |
| ------------------------------- | --------------------------- | -------------------------------------------- | --- | ---------------------------- |
| Агдамская мечеть                | 1868—1870                   | Агдам                                        | Мечеть относится к шиитскому течению ислама. В настоящее время мечеть не функционирует. |                              |
| Дворцовая мечеть                | 1441-1442                   | Баку                                         | Мечеть, входящая в комплекс дворца Ширваншахов, расположена в исторической части Баку Ичери-шехер. |                              |
| Джума мечеть                    | 1899                        | Баку                                         | Шиитская джума-мечеть, расположенная в исторической части Баку Ичери-шехер. В 1437/38 году в годы правления ширваншаха Халил-уллы I из династии Дербенди у мечети был построен минарет, сохранившийся до наших дней. |                              |
| Джума мечеть                    | XVI                         | Борадигях                                    | Мечеть относится к шиитскому течению ислама. Располагается на территории Масаллинского района |                              |
| Джума мечеть                    | 1604                        | Нахичеванская Автономная Республика, Ордубад | Над главным входом в мечеть, с восточной стороны, вставлена надпись, в которой упоминается имя шаха Аббаса I, 1016 г. х. (1607/8 г.).Мечеть относится к шиитскому течению ислама. |                              |
| Мечеть в Заваро                 | 1805                        | Лагич, Исмаиллинский район                   | Мечеть в кожевенном квартале. |                              |
| Джума мечеть                    | 1187                        | Нахичевань                                   | Мечеть в честь амира Нюредина — лидера кавалерии государства Ильдегизидов и сборщика налогов. Разрушена в XX веке. |                              |
| Джума мечеть                    | 1898—1906                   | Габала                                       | Мечеть появилась в Габале в VIII — IX веках. Сохранившееся здание заложено в1898 году. В советское время сожжена религиозная и научная литература на арабском языке, коллекция которой хранилась в мечети, здание переделано в клуб. С 1985 года служит региональным историческим музеем. В 2005 году здание передано верующим. |                              |
| Джума мечеть                    | 1601-1606                   | Гянджа                                       | Также часто называется «Мечеть шах Аббаса», так как была построена по поручению персидского шаха Аббаса I Великого в годы его правления. Мечеть относится к шиитскому течению ислама. |                              |
| Джума мечеть Али ибн Аби Талыба | 1896                        | Баку (Бузовна)                               | Мечеть относится к шиитскому течению ислама. |                              |
| Мечеть Аждарбека                | 1912–1913                   | Баку                                         | Мечеть была построена по проекту архитектора Зивер-бека Ахмедбекова, и строительство было организовано Аждар-беком Ашурбековым. |                              |
| Мечеть Амбарас                  | XVII                        | Нахичеванская Автономная Республика, Ордубад | Также известна как Мечеть Султана Мурада или Мечеть Мир Джафара. Мечеть относится к шиитскому течению ислама. |                              |
| Мечеть Ашагы Гевхар-ага         | 1874–1875                   | Шуша                                         | Мечеть, расположенная в нижнем квартале города Шуши, была построена по велению Гевхар-аги, дочери второго Карабахского хана Ибрагим Халил-хана. Мечеть относится к шиитскому течению ислама. |                              |
| Мечеть Юхары Гевхар-ага         | 1768–1885                   | Шуша                                         | Мечеть расположена в одном из восьми верхних кварталов города Шуши. Мечеть была построена зодчим Кербалаи Сефи-ханом Карабаги по распоряжению дочери Ибрагим хана Гевхар-аги в 1883—1885 годах. |                              |
| Мечеть Ашура                    | 1169                        | Баку                                         | Мечеть была основана в 1169 году мастером Наджаф Ашуром сыном Ибрагима. Мечеть расположена в исторической части Баку Ичери-шехер известна также под названием Лезгинская мечетью. Относится к суннитскому течению ислама. |                              |
| Мечеть Биби-Эйбат               | 1264/1265-1266/1267         | Баку                                         | Действующая шиитская мечеть, расположенная на берегу Бакинской бухты, в посёлке Шихово. После установления советской власти в Азербайджане в 1920 году началась борьба большевиков с религией. Биби-Эйбатская мечеть была разрушена. После распада СССР в Азербайджане начался процесс восстановления утраченных культовых сооружений. Церемония открытия мечети состоялось в мае 1999 года. Следующая церемония открытия состоялась 14 июля 2008 года. |                              |
| Мечеть Гаджи Руфаи бека         | XVIII                       | Нахичеванская Автономная Республика, Ордубад | Мечеть относится к шиитскому течению ислама. |                              |
| Мечеть Гияс ад-Дина             | 1683-84                     | Физули (Каргабазар)                          | Одна из старейших мечетей в Карабахском регионе. Однозальная мечеть построена из кирпича и местного камня без использования дерева (за исключением дверей) вместе с комплексом караван-сараев. Датируется по надписи на крыше. |                              |
| Мечеть Кей-Кубада               | 1317-1343                   | Баку                                         | Мечеть эта была построена в годы правления ширваншаха Кей-Кубада в XIV веке и названа его именем. Но в 1918 году мечеть сгорела во время пожара, и в настоящее время от неё остался лишь фундамент. |                              |
| Мечеть Мухаммеда                | 1078—1079                   | Баку                                         | Мечеть Мухаммеда, известная также как Сынык-кала (азерб. Sınıqqala məscidi — «поврежденная башня») — расположенная в исторической части города Баку, Ичери-шехере. |                              |
| Мечеть Омар Эфенди              | XIX                         | Шеки                                         | Мечеть Омара Эфенди сохранила свой первозданный вид до наших дней. В 1986 году мечеть сгорела в результате стихийного бедствия. В 1987 году была отреставрирована и восстановлена. Мечеть относится к суннитскому течению ислама. |                              |
| Мечеть Сакина Ханум             | 1854                        | Губа                                         | Мечеть Сакина-Ханум построена в 1854 году вдовой A. Бакиханова – знаменитого азербайджанского деятеля, ученого и писателя в память о ее покойном муже. |                              |
| Мечеть Тезепир                  | 1905-1914                   | Баку                                         | Профункционировав всего три года в связи с Октябрьской революцией в 1917 году мечеть была закрыта. В разные годы мечеть функционировала как кинотеатр и амбар, и лишь с 1943 года и по сей день — как мечеть. |                              |
| Мечеть Туба-Шахи                | 1481-1482                   | Баку (Мардакян)                              | Мечеть была построена в XV веке и получила своё название в честь женщины заказавшей её постройку. Мечеть относится к шиитскому течению ислама. |                              |
| Мечеть Улу                      | 1830-е                      | Гах (Илису)                                  | Полностью кирпичная постройка с 8-ю кирпичными колоннами, поддерживающими потолок. Датируется по надписям по сторонам от входа. |                              |
| Мечеть Шейха Ибрагима           | 1416                        | Баку                                         | Шиитская мечеть, расположенная пределах исторической части города Ичери-шехере. Эпиграфическая надпись, расположенная на фасаде свидетельствует о том, что мечеть была построена по заказу Гаджи Амиршаха Ягуб оглу. |                              |
| Джума-мечеть                    | первоначальное здание — 743 | Шемахы                                       | Старейшая мечеть Кавказа и Ближнего Востока после Дербентской Джума-мечети, первоначальное здание было построено Абу-Муслимом. | Вид после землетрясения 1902 |

### Комментарии
1. ↑  На территориях, не контролируемых правительством находится 67 мечетей[3].
2. ↑  Свыше тысячи описаний мечетей и минаретов[5].